# Dream Within a Dream Tour
Dream Within a Dream Tour – czwarta trasa koncertowa Britney Spears promująca album Britney.
Trasa przyniosła artystce ponad 50 mln USD zysku. Rozpoczęła się 1 listopada do 21 grudnia 2001 i od 24 maja do 28 lipca 2002.

## Materiały specjalne
Britney nagrała trzy specjalne koncerty. Pierwszy z 2001 roku (wydany w 2002 na DVD) to Live From Las Vegas filmowany na koncercie w Las Vegas i puszczony przez telewizję HBO. W niemieckiej telewizji został wyemitowany koncert w Alabamie. Ostatni był emitowany w Japonii. Brit w czasie trasy miała 20 lat.

## Setlista
- Video Introduction: Dream Fairy's Clips of Dream Tales

1. „Oops!... I Did It Again”
2. „(You Drive Me) Crazy”

- COSTUME CHANGE/ Dancers Interlude

1. „Overprotected”

- COSTUME CHANGE/Story Interlude: Ballerina Princess Story...Pt. 1

1. „Medley: „Born to Make You Happy”/"Lucky”/"Sometimes”

- COSTUME CHANGE/Story Interlude: Ballerina Princess Story...Pt. 2

1. „Boys” (The Co-Ed Remix no Williams)
2. „Stronger”
3. „Mystic Man”
4. „I’m Not a Girl, Not Yet a Woman”

- COSTUME CHANGE/Video Interlude: Britney's Rock ’n’ Roll Band

1. „I Love Rock ’n’ Roll”
2. „What It's Like to Be Me”
3. „Lonely”

- COSTUME CHANGE/Band Interlude

1. „Don’t Let Me Be the Last to Know”

- COSTUME CHANGE/Video Interlude: Britney's Crayola Fun World

1. „Anticipating”
2. „I’m a Slave 4 U”

- COSTUME CHANGE

1. „…Baby One More Time” (REMIX)

## Daty koncertów
| Część 1 – Zima 2001        |                   |                    |                                      |
| 1 listopada 2001           | Columbus          | Ohio               | Nationwide Arena                     |
| 2 listopada 2001           | Pittsburgh        | Pensylwania        | Mellon Arena                         |
| 5 listopada 2001           | Toronto           | Ontario            | Air Canada Centre                    |
| 7 listopada 2001           | Uniondale         | Nowy Jork          | Nassau Veterans Memorial Coliseum    |
| 8 listopada 2001           | University Park   | Pensylwania        | Bryce Jordan Center                  |
| 9 listopada 2001           | Cleveland         | Ohio               | Gund Arena                           |
| 10 listopada 2001          | Cincinnati        | Ohio               | U.S. Bank Arena                      |
| 12 listopada 2001          | Denver            | Kolorado           | Pepsi Center                         |
| 13 listopada 2001          | Salt Lake City    | Utah               | EnergySolutions Arena                |
| 17 listopada 2001          | Las Vegas         | Nevada             | MGM Grand Garden Arena               |
| 18 listopada 2001          | Las Vegas         | Nevada             | MGM Grand Garden Arena               |
| 20 listopada 2001          | Anaheim           | Kalifornia         | Arrowhead Pond of Anaheim            |
| 21 listopada 2001          | Los Angeles       | Kalifornia         | Staples Center                       |
| 26 listopada 2001          | Auburn Hills      | Michigan           | The Palace of Auburn Hills           |
| 27 listopada 2001          | Milwaukee         | Wisconsin          | Bradley Center                       |
| 28 listopada 2001          | Rosemont          | Illinois           | Allstate Arena                       |
| 29 listopada 2001          | Minneapolis       | Minnesota          | Target Center                        |
| 1 grudnia 2001             | Atlantic City     | New Jersey         | Boardwalk Hall                       |
| 2 grudnia 2001             | East Rutherford   | New Jersey         | Continental Airlines Arena           |
| 3 grudnia 2001             | Albany            | Nowy Jork          | Pepsi Arena                          |
| 5 grudnia 2001             | Nowy Jork         | Nowy Jork          | Madison Square Garden                |
| 8 grudnia 2001             | Hartford          | Connecticut        | Hartford Civic Center                |
| 9 grudnia 2001             | Boston            | Massachusetts      | FleetCenter                          |
| 10 grudnia 2001            | Filadelfia        | Pensylwania        | First Union Center                   |
| 11 grudnia 2001            | Boston            | Massachusetts      | FleetCenter                          |
| 14 grudnia 2001            | Raleigh           | Karolina Północna  | Raleigh Entertainment & Sports Arena |
| 15 grudnia 2001            | Atlanta           | Georgia            | Philips Arena                        |
| 16 grudnia 2001            | Nowy Orlean       | Luizjana           | New Orleans Arena                    |
| 18 grudnia 2001            | Tampa             | Floryda            | Ice Palace                           |
| 19 grudnia 2001            | Miami             | Floryda            | American Airlines Arena              |
| 21 grudnia 2001            | Waszyngton        | Dystrykt Kolumbii  | MCI Center                           |
| Część 2 – Wiosna/Lato 2002 |                   |                    |                                      |
| Data                       | Miasto            | Kraj/stan          | Miejsce                              |
| 25 kwietnia 2002           | Tokio             | Japonia            | Tokyo Dome                           |
| 24 maja 2002               | Las Vegas         | Nevada             | Mandalay Bay Events Center           |
| 25 maja 2002               | Las Vegas         | Nevada             | Mandalay Bay Events Center           |
| 28 maja 2002               | Vancouver         | Kolumbia Brytyjska | Pacific Coliseum                     |
| 29 maja 2002               | Tacoma            | Waszyngton         | Tacoma Dome                          |
| 30 maja 2002               | Portland          | Oregon             | Rose Garden Arena                    |
| 1 czerwca 2002             | Oakland           | Kalifornia         | Oakland Arena                        |
| 2 czerwca 2002             | San Jose          | Kalifornia         | Compaq Center at San Jose            |
| 4 czerwca 2002             | Los Angeles       | Kalifornia         | Staples Center                       |
| 5 czerwca 2002             | San Diego         | Kalifornia         | Cox Arena                            |
| 6 czerwca 2002             | Los Angeles       | Kalifornia         | Staples Center                       |
| 10 czerwca 2002            | Sacramento        | Kalifornia         | ARCO Arena                           |
| 12 czerwca 2002            | Phoenix           | Arizona            | America West Arena                   |
| 14 czerwca 2002            | Lubbock           | Teksas             | United Spirit Arena                  |
| 15 czerwca 2002            | San Antonio       | Teksas             | Alamodome                            |
| 16 czerwca 2002            | Houston           | Teksas             | Compaq Center at Houston             |
| 20 czerwca 2002            | Chicago           | Illinois           | United Center                        |
| 21 czerwca 2002            | Indianapolis      | Indiana            | Conseco Fieldhouse                   |
| 22 czerwca 2002            | Saint Louis       | Missouri           | Savvis Center                        |
| 24 czerwca 2002            | Auburn Hills      | Michigan           | The Palace of Auburn Hills           |
| 25 czerwca 2002            | Hamilton          | Ontario            | Copps Coliseum                       |
| 26 czerwca 2002            | Buffalo           | Nowy Jork          | HSBC Arena                           |
| 28 czerwca 2002            | Filadelfia        | Pensylwania        | First Union Center                   |
| 29 czerwca 2002            | Boston            | Massachusetts      | FleetCenter                          |
| 30 czerwca 2002            | Worcester         | Massachusetts      | Worcester's Centrum Centre           |
| 5 lipca 2002               | Atlantic City     | New Jersey         | Boardwalk Hall                       |
| 6 lipca 2002               | East Rutherford   | New Jersey         | Continental Airlines Arena           |
| 9 lipca 2002               | Uniondale         | Nowy Jork          | Nassau Veterans Memorial Coliseum    |
| 10 lipca 2002              | Waszyngton        | Dystrykt Kolumbii  | MCI Center                           |
| 11 lipca 2002              | Charlotte         | Karolina Północna  | Charlotte Coliseum                   |
| 13 lipca 2002              | Sunrise           | Floryda            | National Car Rental Center           |
| 14 lipca 2002              | Orlando           | Floryda            | TD Waterhouse Centre                 |
| 18 lipca 2002              | Bossier City      | Luizjana           | CenturyTel Center                    |
| 19 lipca 2002              | Oklahoma City     | Oklahoma           | Ford Center                          |
| 20 lipca 2002              | North Little Rock | Arkansas           | ALLTEL Arena                         |
| 22 lipca 2002              | Dallas            | Teksas             | American Airlines Center             |
| 27 lipca 2002              | Meksyk            | Meksyk             | Foro Sol                             |
| 28 lipca 2002              | Meksyk            | Meksyk             | Foro Sol                             |